# Formulaire de thermodynamique
Formulaire de thermodynamique.

## Loi des gaz parfaits
{\displaystyle pV=nRT=Nk_{B}T}
où
- {\displaystyle p} est la pression (en pascal) ;
- {\displaystyle V} est le volume occupé par le gaz (en mètre cube) ;
- {\displaystyle n} est la quantité de matière, en mole ;
- {\displaystyle N=nN_{A}} est le nombre de particules ;
- {\displaystyle R} est la constante universelle des gaz parfaits.
  - {\displaystyle R} = 8,314 472 J K−1 mol−1 ;
  - {\displaystyle R=N_{A}k_{B}} avec {\displaystyle N_{A}} est le nombre d'Avogadro (6,022 × 1023) et {\displaystyle k_{B}} la constante de Boltzmann (1,38 × 10-23) ;
- {\displaystyle T} est la température absolue (en kelvin).

## Capacité thermique

### À volume constant
{\displaystyle C_{V}=n{\bar {C}}_{V}=\left({\frac {\partial U}{\partial T}}\right)_{V}}

### À pression constante
{\displaystyle C_{p}=n{\bar {C}}_{p}=\left({\frac {\partial H}{\partial T}}\right)_{p}}

### Pour les gaz parfaits
Lois de Joule :
- énergie interne : {\displaystyle \mathrm {d} U=C_{V}\mathrm {d} T},
- enthalpie : {\displaystyle \mathrm {d} H=C_{p}\mathrm {d} T}.

Relation de Mayer :
{\displaystyle C_{p}-C_{V}=nR}
{\displaystyle {\bar {C}}_{p}-{\bar {C}}_{V}=R} (capacités thermiques molaires).

## Premier principe

### Énergie
Énergie interne :
{\displaystyle U=E_{cin}+E_{pot}}
Système en mouvement global et {\displaystyle v} la vitesse du système, énergie totale :
{\displaystyle E_{tot}=U+{\frac {1}{2}}mv^{2}}
Particule {\displaystyle j} en mouvement dans le système, énergie totale :
{\displaystyle E_{tot}=U+{\frac {1}{2}}m_{j}v_{j}^{2}}
On assimile l'énergie totale {\displaystyle E} à l'énergie interne {\displaystyle U}.
On a deux formes d'énergies : 
- le travail (macroscopique) : {\displaystyle W},
- la chaleur (microscopique) {\displaystyle Q}.

Ainsi {\displaystyle \Delta U=W+Q} et {\displaystyle \mathrm {d} U=\delta W+\delta Q}.
Convention :
- quand le système reçoit : {\displaystyle Q} et {\displaystyle W} sont positifs,
- quand le système cède : {\displaystyle Q} et {\displaystyle W} sont négatifs.

### Transformation thermodynamique
Classification :
- processus isotherme : {\displaystyle T={\text{constante}}},
- processus isochore : {\displaystyle V={\text{constante}}},
- processus isobare : {\displaystyle p={\text{constante}}},
- processus adiabatique : {\displaystyle Q=0}.

Plusieurs types de transformations :
- processus quasi statique : assez lente pour que chaque état soit un état d'équilibre,
- processus réversible : quasi statique et inversible,
- processus monotherme : contact avec un réservoir de température constante,
- processus monobare : contact avec un réservoir de pression constante.

### Force de pression
Travail :
{\displaystyle W=W_{\text{autre}}+W_{\text{pression}}}
Travail des forces de pression :
{\displaystyle \delta W_{\text{pression}}=-p_{ext}\mathrm {d} V}
On pose deux hypothèses :

1. l'enveloppe du système thermodynamique est immobile,
2. {\displaystyle \mathrm {d} U_{\text{enveloppe}}=0}.

Transformation quasi statique :
{\displaystyle W_{\text{pression}}=\int -p_{\text{ext}}\mathrm {d} V}
Transformation isochore :
{\displaystyle W_{\text{pression}}=0}
Transformation isobare et quasi statique :
{\displaystyle W_{\text{pression}}=-p\left(V_{f}-V_{i}\right)}
Transformation isotherme et quasi statique pour un gaz parfait :
{\displaystyle W_{\text{pression}}=-nRT\ln \!\left({\frac {V_{f}}{V_{i}}}\right)}

### Enthalpie et transformations monobares
Enthalpie {\displaystyle H} :
{\displaystyle H=U+pV}
Propriétés de l'enthalpie :
1. {\displaystyle H} extensive,
2. pour une transformation isobare : {\displaystyle \Delta H=Q+W_{\text{autre}}},
3. pour une transformation monobare avec force de pression uniquement {\displaystyle H={\text{constante}}}, soit {\displaystyle \Delta H=0}.